# Баландите, Гражина
Гражи́на Баландите (лит. Gražina Balandytė; 27 июня 1937, с. Тучяй — 27 июля 2020, Каунас) — литовская советская актриса театра и кино. Народная артистка Литовской ССР (1987).

## Биография
Родилась в 1937 году в селе Тучяй, ныне Векшнянской волости, Литва.
В 1956 году окончила медицинскую школу, некоторое время работала в больнице.
Одновременно с работой в течение двух лет посещала студию Клайпедского драматического театра, ученица Г. Ванцевичюса.
С 1958 года — актриса Каунасского драматического театра, на сцене которого сыграла более 80 ролей.
Начиная с 1957 года снималась в кино, исполнив более чем 20 ролей, в том числе главных.
Первым браком была замужем за кинорежиссёром Раймондасом Вабаласом.
Умерла в 2020 году в Каунасе, похоронена на Пятрашюнском кладбище.

## Признание, звания и награды
- 1968 — Заслуженная артистка Литовской ССР
- 1987 — Народная артистка Литовской ССР
- 1995 — Командорский крест Ордена Великого литовского князя Гядиминаса
- 2005 — Золотой сценический крест, высшая театральная награда Литвы
- 2006 — Премия правительства Литвы в области культуры и искусства
- 2014 — «Серебряный журавль» за вклад в развитие кинематографа Литвы

## Фильмография(выборочно)
- 1957 — Голубой горизонт / „Žydrasis horizontas“ — пионервожатая
- 1959 — Юлюс Янонис / „Julius Janonis“ — Юсте, подруга Янониса — главная роль
- 1961 — Чужие / „Svetimi“ — Ирена — главная роль
- 1962 — Шаги в ночи / „Žingsniai naktį“ — Люда, племянница Виркутиса
- 1966 — Лестница в небо / „Laiptai į dangų“ — Рамуне, дочь Индрюнасов — главная роль
- 1973 — Весёлые истории / „Linksmos istorijos“ — мать Гинтаса
- 1981 — Рай красного дерева / „Raudonmedžio rojus“ — Аусма, жена Робертаса
- 1982 — Не все кометы гаснут — эпизод
- 1983 — Уроки ненависти / „Neapykantos pamokos“ — подруга немцев
- 1984 — Моя маленькая жена / „Mano mažytė žmona“ — женщина на барже
- 1986 — Игра хамелеона / „Chameleono žaidimai“ — эпизод